# Archip Terent'evič Aleksandrov
Archip Terent'evič Aleksandrov (in russo Архип Терентьевич Александров?; Toropkasy, 1921 – Toropkasy, 1985) è stato un medico, scrittore e drammaturgo sovietico di etnia ciuvascia.

## Biografia
Si è diplomato presso il liceo di Tautovo, per poi frequentare un corso da paramedico a Civil'sk. Combattente nella seconda guerra mondiale, è stato insignito dell'Ordine della Guerra patriottica di prima classe. Ha lavorato presso l'ospedale distrettuale di Vurnary e in giornali e radio ciuvasce. Tra le sue opere principali, scritte in russo e in ciuvascio, il dramma Il figlio (in ciuvascio: Yval), messo in scena dall'Accademia Teatrale Statale Ciuvascia.

## Opere
- Ывăл
- Вăрман ачисем (1981)
- Я - пионер (1983)
- В. И. Ленин в фольклоре народов СССР (1984)
- Маленький партизан